# Ryder Cup 2004
La 35ª edizione della Ryder Cup si è tenuta all'Oakland Hills Country Club nel paese di Bloomfield, Michigan, dal 17 al 19 settembre 2004.
L'Europa si è presentata alla competizione come detentrice della coppa, vinta nell'edizione del 2002 in Inghilterra. I capitani dei team erano Hal Sutton per gli USA e Bernhard Langer per l’Europa. La squadra del Vecchio Continente ha vinto con un punteggio di 18½ a 9½, ottenendo così il trofeo per la seconda volta consecutiva.
La squadra europea è stata in vantaggio fin dalla prima giornata di venerdì, terminandola avanti di cinque punti. Il distacco finale di nove punti costituisce il peggiore mai subito dalla formazione americana sin dalla fondazione della Ryder Cup nel 1927; è inoltre il maggior margine di vittoria fatto registrare dopo l’edizione del 1981, quando gli Stati Uniti si imposero con lo stesso punteggio.

## Formato
La Ryder Cup è un torneo match play, in cui ogni singolo incontro vale un punto. Il formato dell'edizione 2004 era il seguente:
- I Giornata (Venerdì) – 4 incontri "fourball" (la migliore buca) nella sessione mattutina e 4 incontri "foursome" (colpi alternati) nella sessione pomeridiana.
- II Giornata (Sabato) – 4 incontri "fourball" nella sessione mattutina e 4 incontri "foursome" nella sessione pomeridiana.
- III Giornata (Domenica) – 12 incontri singolari.

Ogni incontro si disputa su un massimo di 18 buche. La vittoria di ogni incontro assegna un punto, nel caso di parità del match si assegna ½ punto a ciascuno, per un totale di 28 punti disponibili. 14½ punti sono necessari per vincere, ma 14 punti (ovvero un pareggio) sono sufficienti alla squadra che difende per mantenere la coppa.

## Squadre
| Stati Uniti    |     |                   |                  |                     |                                        |
| Nome           | Età | Residenza         | Punti classifica | Classifica mondiale | Note                                   |
| Hal Sutton     | 47  | Shreveport        |                  |                     | Capitano non-giocatore                 |
| Tiger Woods    | 28  | Windermere        | 1                | 2                   | 4ª partecipazione                      |
| Phil Mickelson | 34  | Rancho Santa Fe   | 2                | 4                   | 5ª partecipazione                      |
| Davis Love III | 40  | Sea Island        | 3                | 6                   | 6ª partecipazione                      |
| Jim Furyk      | 34  | Ponte Vedra Beach | 4                | 11                  | 4ª partecipazione                      |
| Kenny Perry    | 44  | Franklin          | 5                | 16                  | Esordio nella Ryder Cup                |
| David Toms     | 37  | Shreveport        | 6                | 22                  | 2ª partecipazione                      |
| Chad Campbell  | 30  | Lewisille         | 7                | 14                  | Esordio nella Ryder Cup                |
| Chris DiMarco  | 36  | Orlando           | 8                | 17                  | Esordio nella Ryder Cup                |
| Fred Funk      | 48  | Ponte Vedra Beach | 9                | 59                  | Esordio nella Ryder Cup                |
| Chris Riley    | 30  | Las Vegas         | 10               | 40                  | Esordio nella Ryder Cup                |
| Jay Haas       | 50  | Greenville        | 12               | 23                  | Scelta del capitano, 3ª partecipazione |
| Stewart Cink   | 31  | Duluth            | 14               | 10                  | Scelta del capitano, 2ª partecipazione |

| Europa                  |     |                                 |                      |                      |                     |                                              |
| Nome                    | Età | Residenza                       | Punti classifica (W) | Punti classifica (E) | Classifica mondiale | Note                                         |
| Bernhard Langer         | 47  | Anhausen e Boca Raton           |                      |                      |                     | Capitano non-giocatore                       |
| Pádraig Harrington      | 33  | Dublino                         | 1                    | 5                    | 8                   | 3ª partecipazione                            |
| Sergio García Fernández | 24  | Borriol                         | 2                    | 23                   | 12                  | 3ª partecipazione                            |
| Darren Clarke           | 36  | Chobham                         | 3                    | 3                    | 15                  | 4ª partecipazione                            |
| Miguel Ángel Jiménez    | 40  | Malaga                          | 4                    | 1                    | 20                  | 2ª partecipazione                            |
| Lee Westwood            | 31  | Worksop                         | 5                    | 2                    | 41                  | 4ª partecipazione                            |
| Thomas Levet            | 36  | Warfield                        | 7                    | 4                    | 43                  | Esordio nella Ryder Cup                      |
| Paul Casey              | 27  | Weybridge e Scottsdale, Arizona | 8                    | 6                    | 27                  | Esordio nella Ryder Cup                      |
| David Howell            | 29  | Weybridge                       | 13                   | 7                    | 38                  | Esordio nella Ryder Cup                      |
| Paul McGinley           | 37  | Sunningdale                     | 11                   | 8                    | 67                  | 2ª partecipazione                            |
| Ian Poulter             | 28  | Milton Keynes                   | 10                   | 9                    | 60                  | Esordio nella Ryder Cup                      |
| Luke Donald             | 26  | High Wycombe e Chicago          | 9                    | 36                   | 36                  | Scelta del capitano, Esordio nella Ryder Cup |
| Colin Montgomerie       | 43  | Troon                           | 19                   | 16                   | 62                  | Scelta del capitano, 7ª partecipazione       |

## Risultati

### I sessione
Il capitano statunitense Hal Sutton spera di andare subito in vantaggio con la sua coppia migliore, composta da Phil Mickelson e Tiger Woods, ma gli americani perdono questo ed altri due incontri. Gli USA non sono mai stati avanti in alcun incontro durante la prima sessione.
Four-ball
| Europa (bandiera)      | Risultati | Stati Uniti (bandiera) |
| ---------------------- | --------- | ---------------------- |
| Montgomerie/Harrington | 2 & 1     | Mickelson/Woods        |
| Clarke/Jiménez         | 5 & 4     | Campbell/Love III      |
| McGinley/Donald        | pareggio  | Riley/Cink             |
| García/Westwood        | 4 & 3     | Toms/Furyk             |
| 3½                     | Sessione  | ½                      |
| 3½                     | Totale    | ½                      |

### II sessione
La coppia Mickelson/Woods ha la peggio anche nel pomeriggio (per quest’ultimo si tratta della prima giornata di Ryder Cup senza vittorie). Gli Stati Uniti conquistano il loro primo punto intero, ma l’Europa termina la prima giornata avanti di 5, il suo maggior vantaggio dopo il primo giorno nella storia della competizione.
Foursome
| Europa (bandiera)      | Risultati | Stati Uniti (bandiera) |
| ---------------------- | --------- | ---------------------- |
| Jiménez/Levet          | 3 & 2     | DiMarco/Haas           |
| Montgomerie/Harrington | 4 & 2     | Love III/Funk          |
| Clarke/Westwood        | 1 up      | Mickelson/Woods        |
| García/Donald          | 2 & 1     | Perry/Cink             |
| 3                      | Sessione  | 1                      |
| 6½                     | Totale    | 1½                     |

### III sessione
Four-ball
| Europa (bandiera)      | Risultati | Stati Uniti (bandiera) |
| ---------------------- | --------- | ---------------------- |
| García/Westwood        | pareggio  | Haas/DiMarco           |
| Clarke/Poulter         | 4 & 3     | Woods/Riley            |
| Casey/Howell           | 1 up      | Furyk/Campbell         |
| Montgomerie/Harrington | 3 & 2     | Cink/Love III          |
| 1½                     | Sessione  | 2½                     |
| 8                      | Totale    | 4                      |

### IV sessione
Foursome
| Europa (bandiera)   | Risultati | Stati Uniti (bandiera) |
| ------------------- | --------- | ---------------------- |
| Clarke/Westwood     | 5 & 4     | Haas/DiMarco           |
| Jiménez/Levet       | 4 & 3     | Mickelson/Toms         |
| García/Donald       | 1 up      | Furyk/Funk             |
| Harrington/McGinley | 4 & 3     | Love III/Woods         |
| 3                   | Sessione  | 1                      |
| 11                  | Totale    | 6                      |

### V sessione
Singoli
| Europa (bandiera)       | risultati | Stati Uniti (bandiera) |
| ----------------------- | --------- | ---------------------- |
| Paul Casey              | 3 & 2     | Tiger Woods            |
| Sergio García Fernández | 3 & 2     | Phil Mickelson         |
| Darren Clarke           | pareggio  | Davis Love III         |
| David Howell            | 6 & 4     | Jim Furyk              |
| Lee Westwood            | 1 up      | Kenny Perry            |
| Colin Montgomerie       | 1 up      | David Toms             |
| Luke Donald             | 5 & 3     | Chad Campbell          |
| Miguel Ángel Jiménez    | 1 up      | Chris DiMarco          |
| Thomas Levet            | 1 up      | Fred Funk              |
| Ian Poulter             | 3 & 2     | Chris Riley            |
| Pádraig Harrington      | 1 up      | Jay Haas               |
| Paul McGinley           | 3 & 2     | Stewart Cink           |
| 7½                      | Sessione  | 4½                     |
| 18½                     | Totale    | 9½                     |